# Österreichische Handballmeisterschaft (Männer) 2020/21
Die 60. Saison der Österreichischen Handballmeisterschaft begann im September 2020. Aufgrund der abgebrochenen Saison 2019/20 ist der amtierende Meister der UHK Krems.

## Spusu Liga
In der höchsten Spielklasse, der spusu Liga, sind zehn Teams vertreten. Die Meisterschaft wird in mehrere Phasen gegliedert. In der Hauptrunde spielen alle Teams eine einfache Hin- und Rückrunde gegen jeden Gegner. Danach wird die Liga in zwei Gruppen geteilt.
Die ersten sechs Teams spielen je ein Duell um die Wahlreihenfolge des Gegners im Viertelfinale. Die letzten vier Teams spielen um die ersten zwei Plätze, welche sich ebenfalls für das Viertelfinale qualifizieren. Die Qualifizierung wird in einer Runde ausgetragen. Die beiden schlechtplatziertesten Teams spielen eine Best-of-three-Serie um den neunten Platz. Aufgrund der Ligareform und der damit verbundenen Aufstockung der Handball Bundesliga Austria auf 12 Teams gibt es diese Saison keinen Absteiger.

### Hauptrunde spusu Liga
| Pl.                               | Verein                         | Sp. | S  | U | N  | Tore      | Diff. | Punkte |
| --------------------------------- | ------------------------------ | --- | -- | - | -- | --------- | ----- | ------ |
| 1.                                | Handball Tirol                 | 18  | 13 | 3 | 2  | 0520:4780 | +42   | 29     |
| 2.                                | Handballclub Fivers Margareten | 18  | 14 | 1 | 3  | 0583:5010 | +82   | 29     |
| 3.                                | Alpla HC Hard                  | 18  | 11 | 1 | 6  | 0490:4690 | +21   | 23     |
| 4.                                | UHK Krems (M)                  | 18  | 10 | 1 | 7  | 0518:4790 | +39   | 21     |
| 5.                                | SG Handball Westwien           | 18  | 8  | 4 | 6  | 0470:4700 | ±0    | 20     |
| 6.                                | SC Ferlach                     | 18  | 7  | 3 | 8  | 0467:5040 | −37   | 17     |
| 7.                                | Bregenz Handball               | 18  | 7  | 1 | 10 | 0480:4740 | +6    | 15     |
| 8.                                | HSG Bärnbach/Köflach           | 18  | 7  | 0 | 11 | 0464:4970 | −33   | 14     |
| 9.                                | HSG Graz                       | 18  | 3  | 0 | 15 | 0511:5700 | −59   | 6      |
| 10.                               | HC Linz AG                     | 18  | 2  | 2 | 14 | 0445:5060 | −61   | 6      |
| Quelle: ÖHB, Stand: 22. März 2021 |                                |     |    |   |    |           |       |        |

|     | Oberes Playoff             |
|     | Unteres Playoff            |
| (M) | Meister der letzten Saison |

### Torschützenliste Hauptrunde
| Platzierung | Spieler             | Verein                         | Position       | Spiele | Tore | 7-Meter | Feldtore |
| ----------- | ------------------- | ------------------------------ | -------------- | ------ | ---- | ------- | -------- |
| 1           | Miloš Djurdjevič    | HSG Bärnbach/Köflach           | Rückraum links | 18     | 142  | 35/46   | 107      |
| 2           | Julian Ranftl       | SG Handball Westwien           | Rechtsaußen    | 18     | 135  | 67/87   | 68       |
| 3           | Jakob Jochmann      | UHK Krems                      | Rückraum Mitte | 18     | 118  | 49/61   | 69       |
| 4           | Ivan Horvat         | Alpla HC Hard                  | Rückraum links | 18     | 109  | 12/16   | 97       |
| 4           | Jadranko Stojanović | HSG Bärnbach/Köflach           | Kreisläufer    | 18     | 109  | 0/0     | 88       |
| 6           | Nemanja Beloš       | HSG Graz                       | Rückraum links | 14     | 106  | 17/18   | 89       |
| 7           | Gerald Zeiner       | Handball Tirol                 | Rückraum Mitte | 18     | 93   | 35/44   | 58       |
| 8           | Lukas Hutecek       | Handballclub Fivers Margareten | Rückraum links | 18     | 87   | 5/5     | 82       |
| 9           | Tobias Wagner       | Handballclub Fivers Margareten | Kreisläufer    | 18     | 83   | 0/0     | 83       |
| 10          | Sebastian Spendier  | Handball Tirol                 | Rückraum Mitte | 18     | 82   | 8/15    | 76       |

## Platzierungsrunde
Die ersten sechs Teams der Hauptrunde spielten in einer Runde um die Wahlreihenfolge für das HLA-Viertelfinale. Die letzten vier Teams spielten um die ersten zwei Plätze, welche sich ebenfalls für das Viertelfinale qualifizierten. Die Qualifizierung wird in einer Hin- und Rückrunde ausgespielt. Die beiden schlechtplatziertesten Teams spielen eine Best-of-Three-Serie gegen den Abstieg. Jede Mannschaft startete in die Platzierungsrunde mit den halbierten Punkten der Hauptrunde, bei ungeraden Zahlen wurde aufgerundet.

### Bonus-Runde
|                   | Verein                         | R | S | U | N | Tore    | Diff. | Punkte |
| ----------------- | ------------------------------ | - | - | - | - | ------- | ----- | ------ |
| 1.                | UHK Krems (M)                  | 5 | 3 | 2 | 0 | 143:134 | +9    | 19:0   |
| 2.                | Alpla HC Hard                  | 5 | 3 | 1 | 1 | 130:124 | +6    | 19:3   |
| 3.                | Handball Tirol                 | 5 | 1 | 2 | 2 | 143:140 | +3    | 19:6   |
| 4.                | Handballclub Fivers Margareten | 5 | 2 | 0 | 3 | 147:150 | −3    | 19:6   |
| 5.                | SG Handball Westwien           | 5 | 2 | 2 | 1 | 143:141 | +2    | 16:4   |
| 6.                | SC Ferlach                     | 5 | 0 | 1 | 4 | 133:150 | −17   | 10:9   |
| Stand: 19.04.2021 |                                |   |   |   |   |         |       |        |

### Quali-Runde
|    | Verein               | R | S | U | N | Tore    | Diff. | Punkte |
| -- | -------------------- | - | - | - | - | ------- | ----- | ------ |
| 1. | Bregenz Handball     | 6 | 4 | 0 | 2 | 174:152 | +22   | 16:4   |
| 2. | HSG Bärnbach/Köflach | 6 | 3 | 0 | 3 | 157:170 | −13   | 13:6   |
| 3. | HSG Graz             | 6 | 3 | 0 | 3 | 179:182 | −3    | 9:6    |
| 4. | HC Linz AG           | 6 | 2 | 0 | 4 | 176:182 | −6    | 7:8    |

|  | Viertel Finale  |
|  | Abstiegs-Spiele |

## Spusu Liga Abstiegs-Spiele (Best of three)
Der Letzte und Vorletzte der Quali-Runde spielen in drei Finalspielen den letzten Platz in der Saison 2020/21 aus. Aufgrund der Ligareform und der Aufstockung auf 12 Teams wird kein Team in die spusu Challenge absteigen.
| HSG Graz (UPL9) – HC Linz AG (UPL10) | HSG Graz (UPL9) – HC Linz AG (UPL10) | HSG Graz (UPL9) – HC Linz AG (UPL10) | HSG Graz (UPL9) – HC Linz AG (UPL10) |
| ------------------------------------ | ------------------------------------ | ------------------------------------ | ------------------------------------ |
| 7. Mai                               | HSG Graz 11 Beloš                    | 37 : 33 ( 14 : 17 )                  | HC Linz AG 10 Haunold                |
| 15. Mai                              | HC Linz AG 8 Haunold                 | 30 : 32 ( 15 : 20 )                  | HSG Graz 10 Beloš                    |
| Endstand in der Serie: 2:0           |                                      |                                      |                                      |

## Finalserie

### Finalserie-Baum
| Viertelfinale | Viertelfinale        | Viertelfinale                  |      |                                | Halbfinale | Halbfinale | Halbfinale |  |  | Finale | Finale | Finale |
|               |                      |                                |      |                                |            |            |            |  |  |        |        |        |
| OPL1          | UHK Krems            | 2                              |      |                                |            |            |            |  |  |        |        |        |
| OPL6          | SC Ferlach           | 0                              |      |                                |            |            |            |  |  |        |        |        |
| OPL6          | SC Ferlach           | 0                              | OPL1 | UHK Krems                      | 0          |            |            |  |  |        |        |        |
|               |                      |                                | OPL1 | UHK Krems                      | 0          |            |            |  |  |        |        |        |
|               | OPL4                 | Handballclub Fivers Margareten | 2    |                                |            |            |            |  |  |        |        |        |
| OPL4          | OPL4                 | Handballclub Fivers Margareten | 2    | Handballclub Fivers Margareten | 2          |            |            |  |  |        |        |        |
| OPL4          |                      |                                |      | Handballclub Fivers Margareten | 2          |            |            |  |  |        |        |        |
| OPL5          | SG Handball Westwien | 0                              |      |                                |            |            |            |  |  |        |        |        |
| OPL5          | SG Handball Westwien | 0                              | OPL4 | Handballclub Fivers Margareten | 0          |            |            |  |  |        |        |        |
|               |                      |                                |      | Handballclub Fivers Margareten | 0          |            |            |  |  |        |        |        |
|               | OPL2                 | Alpla HC Hard                  | 2    |                                |            |            |            |  |  |        |        |        |
| OPL2          | OPL2                 | Alpla HC Hard                  | 2    | Alpla HC Hard                  | 2          |            |            |  |  |        |        |        |
| OPL2          |                      |                                |      | Alpla HC Hard                  | 2          |            |            |  |  |        |        |        |
| UPL2          | HSG Bärnbach/Köflach | 1                              |      |                                |            |            |            |  |  |        |        |        |
| UPL2          | HSG Bärnbach/Köflach | 1                              | OPL2 | Alpla HC Hard                  | 2          |            |            |  |  |        |        |        |
|               |                      |                                | OPL2 | Alpla HC Hard                  | 2          |            |            |  |  |        |        |        |
|               | OPL3                 | Handball Tirol                 | 0    |                                |            |            |            |  |  |        |        |        |
| OPL3          | OPL3                 | Handball Tirol                 | 0    | Handball Tirol                 | 2          |            |            |  |  |        |        |        |
| OPL3          |                      |                                |      | Handball Tirol                 | 2          |            |            |  |  |        |        |        |
| UPL2          | Bregenz Handball     | 1                              |      |                                |            |            |            |  |  |        |        |        |

### Spusu Liga Viertelfinale
Für das Viertelfinale sind alle Teilnehmer der Bonus-Runde und die ersten Zwei der Quali-Runde qualifiziert. Wobei die Top Vier der Bonus-Runde ihrer Platzierung nach Gegner auswählen dürfen. Gespielt wird alles in Best of three Serien, die Sieger des Viertelfinales ziehen in das Halbfinale ein.
| UHK Krems (OPL1) – SC Ferlach (OPL6) | UHK Krems (OPL1) – SC Ferlach (OPL6) | UHK Krems (OPL1) – SC Ferlach (OPL6) | UHK Krems (OPL1) – SC Ferlach (OPL6) |
| ------------------------------------ | ------------------------------------ | ------------------------------------ | ------------------------------------ |
| 12. Mai                              | UHK Krems 8 Jochmann                 | 34 : 28 ( 21 : 14 )                  | SC Ferlach 6 Kleč                    |
| 15. Mai                              | SC Ferlach 6 Rath                    | 24 : 37 ( 11 : 21 )                  | UHK Krems 6 Hrastnik                 |
| Endstand in der Serie: 2:0           |                                      |                                      |                                      |

| Alpla HC Hard (OPL2) – HSG Bärnbach/Köflach (UPL2) | Alpla HC Hard (OPL2) – HSG Bärnbach/Köflach (UPL2) | Alpla HC Hard (OPL2) – HSG Bärnbach/Köflach (UPL2) | Alpla HC Hard (OPL2) – HSG Bärnbach/Köflach (UPL2) |
| -------------------------------------------------- | -------------------------------------------------- | -------------------------------------------------- | -------------------------------------------------- |
| 11. Mai                                            | Alpla HC Hard 7 Zivkovic                           | 32 : 23 ( 14 : 11 )                                | HSG Bärnbach/Köflach 8 Djurdjevič                  |
| 14. Mai                                            | HSG Bärnbach/Köflach 8 Djurdjevič                  | 29 : 27 ( 14 : 13 )                                | Alpla HC Hard 6 Schweighofer                       |
| 17. Mai                                            | Alpla HC Hard 7 Raschle                            | 30 : 23 ( 16 : 11 )                                | HSG Bärnbach/Köflach 7 Cehte                       |
| Endstand in der Serie: 2:1                         |                                                    |                                                    |                                                    |

| Handball Tirol (OPL3) – Bregenz Handball (UPL2) | Handball Tirol (OPL3) – Bregenz Handball (UPL2)              | Handball Tirol (OPL3) – Bregenz Handball (UPL2) | Handball Tirol (OPL3) – Bregenz Handball (UPL2) |
| ----------------------------------------------- | ------------------------------------------------------------ | ----------------------------------------------- | ----------------------------------------------- |
| 11. Mai                                         | Handball Tirol 7 Wanitschek                                  | 25 : 26 ( 11 : 12 )                             | Bregenz Handball 6 Babarskas                    |
| 14. Mai                                         | Bregenz Handball 4 Frühstück, Čorić, Tanasković, Jurić-Grgić | 22 : 25 ( 12 : 13 )                             | Handball Tirol 7 Wöss                           |
| 17. Mai                                         | Handball Tirol 8 Wöss                                        | 21 : 20 ( 10 : 13 )                             | Bregenz Handball 4 Babarskas, Wassel            |
| Endstand in der Serie: 2:1                      |                                                              |                                                 |                                                 |

| Handballclub Fivers Margareten (OPL4) – SG Handball Westwien (OPL5) | Handballclub Fivers Margareten (OPL4) – SG Handball Westwien (OPL5) | Handballclub Fivers Margareten (OPL4) – SG Handball Westwien (OPL5) | Handballclub Fivers Margareten (OPL4) – SG Handball Westwien (OPL5) |
| ------------------------------------------------------------------- | ------------------------------------------------------------------- | ------------------------------------------------------------------- | ------------------------------------------------------------------- |
| 12. Mai                                                             | Handballclub Fivers Margareten 6 Wagner                             | 35 : 27 ( 19 : 12 )                                                 | SG Handball Westwien 8 Ranftl                                       |
| 15. Mai                                                             | SG Handball Westwien 6 Ranftl, Pratschner                           | 27 : 28 ( 8 : 12 )                                                  | Handballclub Fivers Margareten 7 Hutecek                            |
| Endstand in der Serie: 2:0                                          |                                                                     |                                                                     |                                                                     |

### Spusu Liga Halbfinale
Für das Halbfinale sind die Sieger des Viertelfinales qualifiziert. Die Sieger des Halbfinales ziehen in das Finale der spusu Liga ein.
| UHK Krems (OPL1) – Handballclub Fivers Margareten (OPL4) | UHK Krems (OPL1) – Handballclub Fivers Margareten (OPL4) | UHK Krems (OPL1) – Handballclub Fivers Margareten (OPL4) | UHK Krems (OPL1) – Handballclub Fivers Margareten (OPL4) |
| -------------------------------------------------------- | -------------------------------------------------------- | -------------------------------------------------------- | -------------------------------------------------------- |
| 21. Mai                                                  | UHK Krems 7 Jochmann, Prokop                             | 29 : 30 ( 16 : 16 )                                      | Handballclub Fivers Margareten 7 Hutecek                 |
| 25. Mai                                                  | Handballclub Fivers Margareten 8 Damböck, Hutecek        | 31 : 28 ( 15 : 15 )                                      | UHK Krems 7 Posch                                        |
| Endstand in der Serie: 0:2                               |                                                          |                                                          |                                                          |

| Alpla HC Hard (OPL2) – Handball Tirol (OPL3) | Alpla HC Hard (OPL2) – Handball Tirol (OPL3) | Alpla HC Hard (OPL2) – Handball Tirol (OPL3) | Alpla HC Hard (OPL2) – Handball Tirol (OPL3) |
| -------------------------------------------- | -------------------------------------------- | -------------------------------------------- | -------------------------------------------- |
| 20. Mai                                      | Alpla HC Hard 8 Zivkovic                     | 35 : 31 ( 12, 26, 30 : 10, 26, 30 )          | Handball Tirol 11 Zeiner                     |
| 24. Mai                                      | Handball Tirol 10 Medić                      | 33 : 34 ( 14, 29 : 15, 29 )                  | Alpla HC Hard 10 Horvat                      |
| Endstand in der Serie: 0:2                   |                                              |                                              |                                              |

### Spusu Liga Finale (Best of three)
| Finale: Alpla HC Hard (OPL2) – Handballclub Fivers Margareten (OPL4) | Finale: Alpla HC Hard (OPL2) – Handballclub Fivers Margareten (OPL4) | Finale: Alpla HC Hard (OPL2) – Handballclub Fivers Margareten (OPL4) | Finale: Alpla HC Hard (OPL2) – Handballclub Fivers Margareten (OPL4) |
| -------------------------------------------------------------------- | -------------------------------------------------------------------- | -------------------------------------------------------------------- | -------------------------------------------------------------------- |
| 2. Juni 2021, 19:45 Uhr                                              | Alpla HC Hard 6 Raschle                                              | 28 : 27 ( 13 : 15 )                                                  | Handballclub Fivers Margareten 8 Martinović                          |
| 7. Juni 2021, 19:30 Uhr                                              | Handballclub Fivers Margareten 9 Damböck                             | 27 : 29 ( 11 : 15 )                                                  | Alpla HC Hard 8 Schmid                                               |
| Endstand in der Serie: 2:0                                           |                                                                      |                                                                      |                                                                      |

### Meistermannschaft
| Österreichischer Meister Alpla HC Hard | Mannschaft: Torhüter: Thomas Hurich, Golub Doknić Flügel links: Manuel Maier, Luca Raschle, Thomas Weber Rückraum links: Dominik Schmid, Ivan Horvat Rückraum Mitte: Manuel Schmid, Paul Becvar, Marijan Marić, Marko Krsmančić Rückraum rechts: Konrad Wurst, Boris Zivkovic Flügel rechts: Paul Schwärzler, Robin Kritzinger Kreisläufer: Nejc Žmavc, Lukas Schweighofer Cheftrainer: Mario Bjeliš Assistenztrainer: Risto Arnaudovski |

## Spusu Liga Endstand
|     | Verein                         |
| --- | ------------------------------ |
| 1.  | Alpla HC Hard                  |
| 2.  | Handballclub Fivers Margareten |
| 3.  | UHK Krems                      |
| 4.  | Handball Tirol                 |
| 5.  | SG Handball Westwien           |
| 6.  | SC Ferlach                     |
| 7.  | Bregenz Handball               |
| 8.  | HSG Bärnbach/Köflach           |
| 9.  | HSG Graz                       |
| 10. | HC Linz AG                     |

|     | EHF-CUP                    |
|     | EHF Challenge Cup          |
| (M) | Meister der letzten Saison |

## Spielstätten
Die Spielstätten sind nach Kapazität der Stadien geordnet.
| Verein                         | Stadion                                   | Kapazität |
| ------------------------------ | ----------------------------------------- | --------- |
| HSG Graz                       | Raiffeisen Sportpark Graz                 | 3000      |
| Alpla HC Hard                  | Sporthalle am See                         | 2280      |
| Bregenz Handball               | Sporthalle Rieden-Vorkloster              | 1600      |
| UHK Krems                      | Sport • Halle • Krems                     | 1428      |
| Handballclub Fivers Margareten | Sporthalle Margareten                     | 1200      |
| HC Linz AG                     | Sport-Neue Mittelschule Linz Kleinmünchen | 1200      |
| SG Handball Westwien           | BSFZ Südstadt                             | 1200      |
| HSG Bärnbach/Köflach           | Sporthalle Bärnbach                       | 1076      |
| Handball Tirol                 | Osthalle Schwaz                           | 1000      |
| SC Ferlach                     | Ballspielhalle Ferlach                    | 800       |